# Jean-Baptiste Louis Dumas
Pour les articles homonymes, voir Dumas.
Jean-Baptiste Louis Dumas est un ingénieur polytechnicien et aquarelliste français né le 7 avril 1792 à Pierre-Buffière (Haute-Vienne) et mort le 3 février 1849 au Mans. 

## Biographie
Il était ingénieur en chef des ponts-et-chaussées lors de sa mort accidentelle par noyade dans la rivière Sarthe. 
En poste à l'île Bourbon entre 1828 et 1830, il en a laissé un album représentant sur le vif des silhouettes familières de la société coloniale avant l'abolition de l'esclavage, une contribution essentielle à la représentation iconographique de cette période.